# حظر التجول
حظر التّجَوُّل أو التَّجْوَال هو حظر أو منع حركة الناس في منطقة ما أو مدينة أو بلد لظروف عادة ما تكون استثنائية، وتكون في الغالب ضمن مدى زمني معين؛ كأن يفرض على سبيل المثال حظر التجوال من بعد المغرب إلى بعد الفجر، ويكون في أحيان قليلة حظرا كليا مدة 24 ساعة في اليوم.

في العادة يُفرض حظر التجوال من قبل الحكومات والسلطات العليا، وتكلِّف أجهزتها الأمنية بالعمل على إنفاذه. وقد تلجأ السلطات إلى فرض حظر التجوال عند التهاب الموقف الميداني وكذلك نتيجة لظروف استثنائية أو طارئة، مثل الحروب وانتشار الأمراض والأوبئة. وفي البلدان غير الديمقراطية يقترن حظر التجوال بإعلان حالة الطوارئ وإطلاق الأحكام العرفية.

## تاريخياً
يعد زياد بن أبيه والي البصرة في عهد الخليفة الأموي معاوية بن أبي سفيان أول من فرض حظر تجول في التاريخ الإسلامي، حيث أعلن حالة الطوارئ في البصرة وهدد بقتل كل من تسول له نفسه خرق حظر التجول. حيث قال في خطبته البتراء لدى توليه مقاليد السلطة: «لا أوتي بمدلج إلا سفكت دمه»
أعدم زياد بن أبيه بعدها ثلاثة أشخاص لخرقهم حظر التجوال، أحدهم كان أعرابيا وجدوه سائرا في الطريق، فسألوه ألم تسمع بحظر التجوال؟ فأجاب قائلا إنه من البدو ولم يسمع شيئا عن ذلك، وأن عنزته شردت منه فجرى وراءها يبحث عنها، فقال له زياد بن أبيه أصدقك في ذلك، ولكنه أمر بضرب عنقه ليكون عبرة لغيره.

## حسب البلد

### آيسلندا
يحظر على الأطفال في آيسلندا ممن تبلغ أعمارهم الثانية عشر أو أقل التواجد في الخارج بعد الساعة الثامنة مساءً إلا شريطة تواجد شخص راشد معهم، وذلك بموجب المادة الثانية والتسعون من قانون حماية الأطفال الآيسلندي رقم 80 لسنة 2002. أمَّا الأطفال الذين تتراوح أعمارهم ما بين الثالثة عشر والسادسة عشر سنة فيخظر عليهم التواجد في الخارج بعد الساعة العاشرة مساءً إلا في حال كانوا في طريق عودتهم للمنزل من فعالية أو حدث أقامته المدرسة وما شابه ذلك. ويمدد للفئتين العمريتين بمقدار ساعتين إضافيتين خلال الفترة الممتدة من يوم الأول من شهر مايو حتى اليوم الأول من شهر سبتمبر.
عند مخالفة أحد الأطفال أو المراهقين لحظر التجول فيأخذ حينها لقسم الشرطة في المنطقة حتى تقوم الشرطة بإبلاغ الأهل ليأخذوا أولادهم.

### مصر
فرض الرئيس المصري حسني مبارك بصفته الحاكم العسكري لمصر حظر التجوال في القاهرة والإسكندرية والسويس إبان ثورة 25 يناير وأمر بنزول الجيش،لكن كان لافتاً الخرق التام للحظر في جميع المدن على مرأى ومسمع من قوى الجيش المصري التي أمر بنزولها للشوارع،رغم تهديدات الجيش بمحاسبة مخترقي حظر التجول.
وفي يناير 2013 خرج الآلاف من أهالي محافظات القناة بداية من ساعات الحظر، ليعلنوا تحدي قرار الرئيس المصري محمد مرسي في تحدٍ واضح وصريح لقرارات مرسي بفرض حظر التجوال في محيط مدن القناة، وإعلان حالة الطوارئ. وبناء عليه فقد قام العشرات من شباب الألتراس في محافظة الإسماعيلية بتنظيم دورات كرة قدم جماعية في شوارع المحافظة في أوقات الحظر، وسط هتافات معادية للرئيس مرسي وحكومته، وكذلك للإعلان عن تحديهم لحالة الحظر التي فرضت عليهم، والتي اعتبروها سجناً كبيراً، بينما تجمهر المئات من أهالي المحافظة في مظاهرات جابت الشوارع، تنديداً بقرارات الرئيس المتعسفة.
وفي محافظة السويس، خرج الآلاف أيضاً للشوارع في مظاهرات حاشدة في طريقة احتفالية، تعبيراً منهم عن استهتارهم بقرار حظر التجوال، وأعلنوا عن بدء تلك المظاهرات يومياً مع بداية ساعات الحظر، وتنظيم دورات لعب كرة القدم بشكل جماعي في شوارع المحافظة، وفي محافظة بورسعيد، خرج الآلاف من المواطنين وأعضاء الألتراس البورسعيدي والتجار المتضررين من قرار الحظر، وكذلك السيدات، للتنديد بقرار الحظر وإعلان حالة الطوارئ، والتي تسببت لهم في حالة من الكساد التجاري، نظراً إلى اعتماد المحافظة على النشاط التجاري في الأساس.
مشاركة الجيش
واعتمد المتظاهرون في مدن القناة على طريقة مبتكرة للتنديد والاعتراض على قرارات الرئيس، بعمل دورات كرة قدم جماعية من الساعات الأولى من فترة حظر التجوال إلى نهايته، وكذلك الخروج بالسيارات والأعلام والدراجات البخارية، لكسر حالة الحظر المفروضة عليهم، مع ترديد هتافات تنادي بسقوط النظام وعدم اعترافهم به.
والمفارقة أن حلقات الاحتفال ولعب الكرة، كان برعاية ومشاركة من قوات الجيش والشرطة، والتي من المفترض أن تفرض هي حالة الطوارئ وحظر التجول على المواطنين، وخاصة بعد تمرير قانون منح أفراد وضباط القوات المسلحة حق الضبطية القضائية ومساعدة أجهزة الشرطة في ضبط الأمن في الشارع وملاحقة الخارجين عن القانون، وهو ما اعتبره البعض عدم اعتراف قوات الجيش والشرطة بالقرارات الجديدة، لذلك شاركوا أهالي المنطقة في الاحتفال، أو أنها تعبير عن ضعفهم وقلة حيلتهم أمام جموع المتظاهرين.

### الضفة الغربية
في 29 أكتوبر 1956 أعلنت قيادة الجيش الإسرائيلي المرابطة على الحدود الإسرائيلية الأردنية نظام حظر التجول في القرى العربية داخل إسرائيل والمتاخمة للحدود: كفر قاسم.الطيرة.كفر برا، جلجولية، الطيبة، قلنسوة، بير السكة وإبثان. أوكلت مهمة حظر التجول على وحدة حرس الحدود بقيادة الرائد شموئيل ملينكي. على أن يتلقى هذا الأوامر مباشرة من قائد كتيبة الجيش المرابطة على الحدود يسخار شدمي. أعطيت الاوامر أن يكون منع التجول من الساعة الخامسة مساء حتى السادسة صباحاً، كان مجموعة من العمال عائدون من العمل وإعتبرتهم القوات الإسرائيلية قد خرقوا حظر التجوال، فتم قتلهم بما عرف بمجزرة كفر قاسم.
في أثناء الانتفاضة الفلسطينية الأولى، قررت إسرائيل تطبيق إجراءات عقابية ورادعة لإعادة السيطرة للإدارة المدنية الإسرائيلية والحد من انتشار حركة العصيان المدني الفلسطيني. وتمت مراجعة القانون الجزائي ليسمح بالقيام بعمليات إيقاف موسعة. بالإضافة إلى بناء عدد من مراكز الإيقاف لاحتواء العدد الكبير من الموقوفين الفلسطينيين لفترات طويلة. وقرر الجيش كذلك المد من فترات حظر التجوال. وخلال العام الأول للانتفاضة تم إحصاء 1600 حظر تجوال منها 118 لفترة لا تقل عن خمسة أيام. وعاش جميع سكان قطاع غزة حالة منع تجوال وكذلك ما لا يقل 80% من القرى والمدن العربية بالضفة الغربية. كما تم إغلاق الجامعات والمدارس الفلسطينية وإبعاد 140 من قادة الانتفاضة إلى جانب هدم عدد من المنازل.

### سريلانكا
تتمتع الشرطة في سريلانكا بصلاحية إعلان وتطبيق حظر للتجوال في أي منطقة وضمن أي مدى زمني محدد بهدف المحافظة على استتباب الأمن والسلام وحفظ القانون والنظام العام. ويمكن للرئيس بموجب قانون الطوارئ السريلانكي إعلان حظر للتجول على أي منطقة من مناطق البلاد أو على البلاد بكاملها.